# Esta vida tuya y mía
"Esta vida tuya y mía" es una canción de pop latino escrita e interpretada por Kany García . La canción fue elegida como segundo sencillo del segundo álbum de Kany, Boleto De Entrada . La canción fue lanzada a la radio en Estados Unidos y Puerto Rico el 12 de enero de 2010. 

## Listas
| Lista (2010)                     | Mejor posición |
| -------------------------------- | -------------- |
| U.S. Billboard Hot Latin Songs   | 39             |
| U.S. Billboard Latin Pop Airplay | 14             |
| Spanish Contemporary Chart       | 26             |